# Torreglia
Torreglia (en veneciano Toreja) es una comuna de 6.194 habitantes de la provincia de Padua.

## Geografía
El territorio comunal de Torreglia es parte del parque regional de las Colinas Euganeas. Está dividido en dos centros, una parte moderna y otra, Torreglia Alta, que es más antiguo e histórico, situado en una colina de 132 metros. Se encuentra a una distancia de 17 kilómetros de Padua.

## Economía
La principal actividad la produce el turismo debido a las vecinas localidades termales de Abano Terme, Montegrotto Terme, Galzignano Terme y Battaglia Terme.

## Evolución demográfica
| Gráfica de evolución demográfica de Torreglia entre 1861 y 2001 |
|                                                                 |
| Fuente ISTAT - elaboración gráfica de Wikipedia                 |